# Ulrich Peltzer
Pour les articles homonymes, voir Peltzer.
Ulrich Peltzer, né le 9 décembre 1956 à Krefeld, est un écrivain allemand.

## Biographie
En 1975, Ulrich Peltzer étudie la philosophie et la psychologie à Berlin et obtient son diplôme de psychologue en 1982. Il travaille ensuite à Berlin à l'Institut de psychiatrie légale et en tant que projectionniste. 
Lauréat du prix Anna-Seghers en 1997, il obtient le prix Heinrich Böll en 2011 et les prix Franz Hessel et Marieluise Fleißer en 2015.  
Ulrich Peltzer est invité en résidence à Paris-Sorbonne au printemps 2017. À cette occasion, une journée d'étude consacrée à son œuvre est organisée à la Maison Henrich-Heine.
Durant cette résidence, une rencontre a lieu à l'Institut Goethe de Paris, sous forme de discussion avec Didier Eribon, intitulée « La ville, identité écrasée, identité retrouvée ».
Issu de la journée d'étude parisienne, un numéro de la revue Text+Kritik édité par Bernard Banoun et Maren Jäger est publié en 2020.

## Œuvres
Ses œuvres ne sont pas traduites en français.
- Die Sünden der Faulheit, roman, 1987
- Stefan Martinez, roman, 1995
- Alle oder keiner, roman, 1999
- Bryant Park, récit, 2002
- Teil der Lösung, roman
- Vom Verschwinden der Illusionen und den wiedergefundenen Dingen. Rede an die Abiturienten des Jahrgangs
- Unter dir die Stadt, co-autor, 2010.
- Angefangen wird mittendrin. Frankfurter Poetik-Vorlesungen, 2011
- Das bessere Leben, roman, 2015
- Das bist du. S. Fischer, 2021